# Buslijn 6 (Kortrijk)
Buslijn 6 in Kortrijk verbindt de eindhaltes Station Kortrijk en Heule Markt. Op die manier vormt zij een belangrijke verbinding van de binnenstad tot de drukbevolkte Heule. De lijn komt onder meer voorbij de Graanmarkt, de Broeltorens, gaat doorheen de wijken Buda en Overleie, langsheen de wijk Heule-Watermolen en het Ring Shopping Kortrijk Noord en eindigt op de marktplaats in Heule.

## Geschiedenis
Lijn 6 is een van de oudste Kortrijkse stadsbuslijnen. Aanvankelijk volgde zij echter het traject Station - Shopping Center - Heule Kransvijver. Toen had deze lijn ook slechts een 30 minuten-frequentie.
Tot eind 1998 bestond het Kortrijkse stadsbusnet uit 4 stadslijnen: lijn 1, lijn 2, lijn 6 en lijn 727/3. Vanaf 1999 werd het aantal stadslijnen verder uitgebreid. Op 1 december 2005 werden bovendien een aantal ingrijpende wijzigingen in het stadsnet doorgevoerd die een directe invloed hadden op de toenmalige lijn 6. Zo verbindt sinds dan een nieuwe lijn 4 het Station met Heule Kransvijver via het station van Bissegem. Hierdoor rijdt lijn 6 nu niet langer de lus doorheen de Kransvijver. Beide lijnen rijden nu overigens ook om de 20 minuten.
Vanaf 24 juli 2012 zal deze lijn slechts om de 30 minuten rijden. Ook zal het traject licht aangepast worden om lijn 3 te compenseren, en wegens de verlenging van de R8. Vanaf 6 januari trad het nieuwe vervoersplan van de lijn in werking en werd deze lijn geschrapt.
Op 2 september 2024 is het vervoersplan echter terug aangepast en rijdt lijn 6 opnieuw tussen het station en Heule schoppingcenter (Ring Kortrijk).

## Kleur
De kenkleur van deze lijn is rood met witte letters.

## Traject buslijn 6
De buslijn 6 heeft de volgende haltes:
|   |   |   |   |   | Halte                        | Aansluitingen                          |
| - | - | - | - | - | ---------------------------- | -------------------------------------- |
|   |   | o |   |   | Station                      | NMBS - alle stadslijnen - streeklijnen |
|   |   |   |   |   |                              |                                        |
| ⇃ | o |   |   |   | Graanmarkt                   | Stadslijnen 1, 2, 3, 4, 12, 13         |
| ⇃ | o |   |   |   | Broeltorens                  | Stadslijnen 3, 4                       |
|   |   |   | o | ↾ | Louis Robbeplein             | Stadslijnen 1, 2, 3, 4, 8, 9, 12, 13   |
|   |   |   | o | ↾ | Grote Markt                  | Stadslijnen 3, 4, 9                    |
|   |   |   |   |   |                              |                                        |
|   |   | o |   |   | O.L.V. Hospitaal             |                                        |
|   |   |   |   |   |                              |                                        |
| ⇃ | o |   |   |   | Gasstraat                    |                                        |
| ⇃ | o |   |   |   | Sint-Amandsplein             | Stadslijn 3                            |
| ⇃ | o |   |   |   | Sint-Jansput                 |                                        |
|   |   |   | o | ↾ | Izegemsestraat               |                                        |
|   |   |   | o | ↾ | Meensepoort                  | Stadslijnen 3, 4                       |
|   |   |   | o | ↾ | Waaihof                      |                                        |
|   |   |   |   |   |                              |                                        |
|   |   | o |   |   | Watermolenstraat             |                                        |
|   |   | o |   |   | Heule, Samenkomst            |                                        |
|   |   | o |   |   | Heule, Bozestraat            |                                        |
|   |   | o |   |   | Heule, Watermolenkerk        |                                        |
|   |   | o |   |   | Ring Shopping Kortrijk Noord |                                        |
|   |   |   |   |   |                              |                                        |
| ⇃ | o |   | o | ↾ | Heule, Ringlaan              |                                        |
| ⇃ | o |   |   |   | Heule, Noordlaan             |                                        |
|   |   |   |   |   |                              |                                        |
|   |   | o |   |   | Heule, Vierlindenstraat      |                                        |
|   |   | o |   |   | Heule, Bansterkot            |                                        |
|   |   | o |   |   | Preetjes Molen               |                                        |
|   |   | o |   |   | Station Heule                |                                        |
|   |   |   |   |   |                              |                                        |
| ⇃ | o |   |   |   | Heule, 't Park               |                                        |
| ⇃ | o |   |   |   | Heule, Goethalslaan          |                                        |
|   |   | o |   |   | Heule, Markt                 | Stadslijn 4                            |